# Iosefin

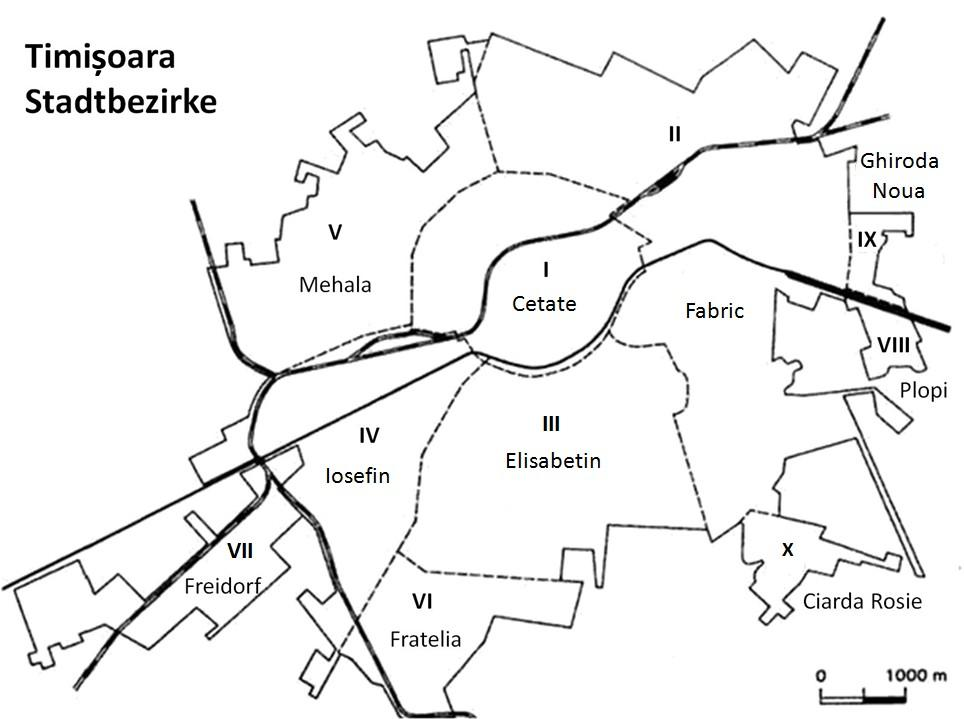
Stadtbezirke von Timișoara

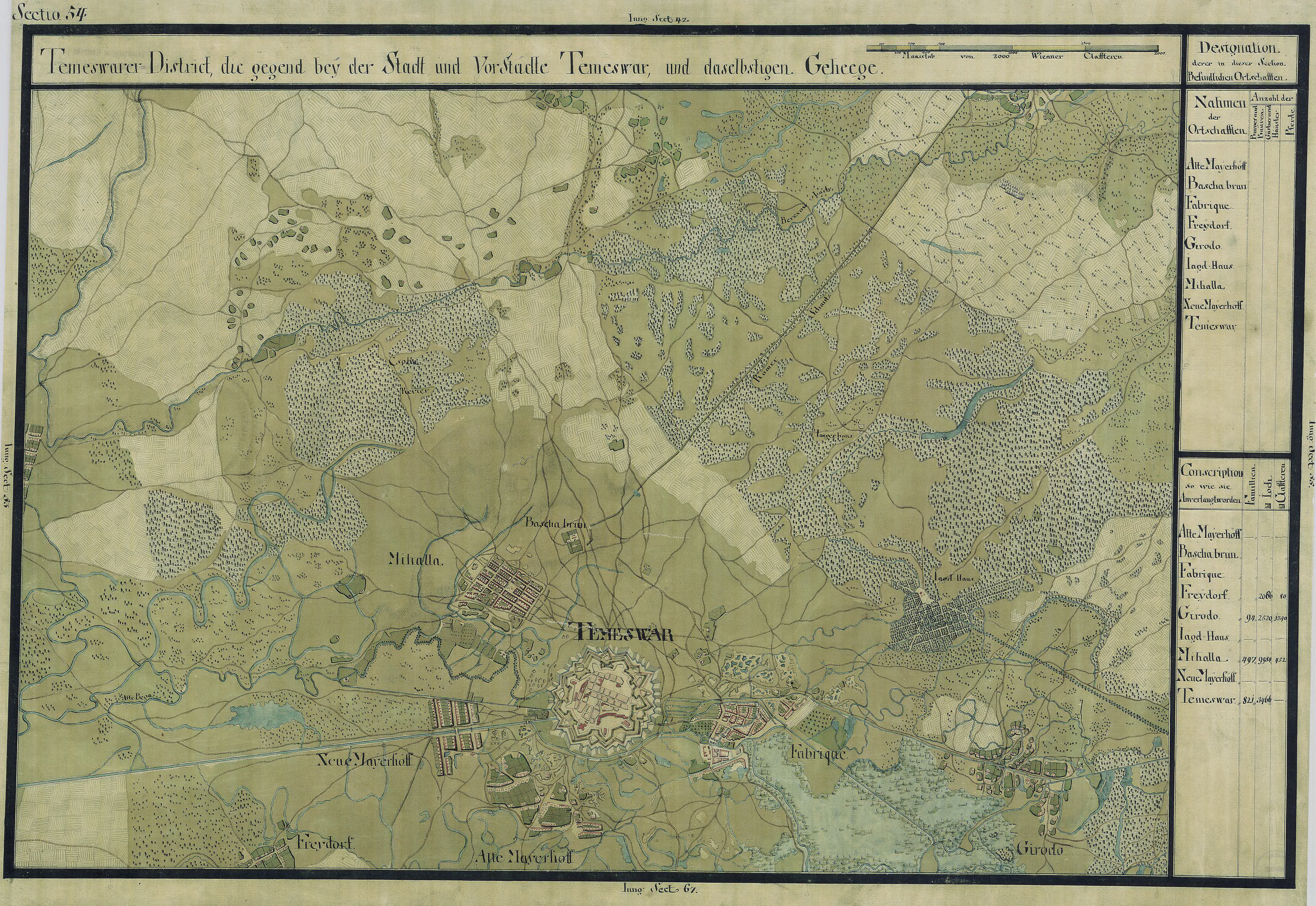
Josefstadt, Josephinische Landaufnahme, 1769–72

Der städtische Hafen, 1906

Das 1899 fertiggestellte zweite Empfangsgebäude des Gara Timișoara Nord

Der heutige Piața Iosefin ist das historische Zentrum der Josefstadt, hier nach seiner Umgestaltung von 1906

Iosefin (deutsch Josefstadt, ungarisch Józsefváros) ist ein historisches Viertel und der IV. Bezirk der westrumänischen Stadt Timișoara. Vereinzelt werden auch die Schreibweisen Iozefin, Jozefin oder Josefin verwendet. Der Bezirk belegt eine Fläche von 442 Hektar.

## Geschichte
Der Bezirk wurde 1744 vor den Toren der Festung Temeschburg gegründet. Anfänglich wurden hier Sommerresidenzen mit üppigen Gärten für gut situierte Bürger meist deutscher Herkunft gebaut, die als Neue Mayerhöfe (rumänisch Maierele Noi) oder auch Neue Deutsche Mayerhöfe (ungarisch Új Német Majorok) bezeichnet wurden. Der Ortsname war eine Abgrenzung zu den benachbarten und etwas früher angelegten Alten Mayerhöfen, der heutigen Elisabethstadt.
Keimzelle der Siedlung war das Gebiet zwischen den heutigen Straßen Strada Gării im Norden, Strada General Ion Dragalina im Osten, Bulevardul Regele Carol I im Süden und der Strada Pop de Băsești im Westen. Wie viele Banater Ortschaften ist die Josefstadt kein historisch gewachsenes Haufendorf, sondern wurde auf Basis einer weitgehend rechteckigen Struktur planmäßig angelegt. Voraussetzung für die Besiedlung des Gebiets war die zwischen 1727 und 1733 erfolgte Kanalisierung der Bega.
1773 wurden die Neuen Mayerhöfe zu Ehren des Kaisers Joseph II., der incognito als Graf von Falkenstein im gleichen Jahr auch das Banat bereist hatte, in Josefstadt umgetauft, im 19. Jahrhundert dann Vorstadt Josefstadt genannt (teilweise auch mit ph statt f geschrieben). Nach dem Österreichisch-Ungarischen Ausgleich von 1867 trug der Bezirk den Namen Józsefkülváros (deutsch Josefvorstadt oder auch Vorstadt Josefstadt), welcher um die Jahrhundertwende wiederum zu Józsefváros vereinfacht wurde. Infolge des Vertrags von Trianon erhielt er dann 1920 seinen heutigen rumänischen Namen Iosefin. Allerdings hieß der Bezirk in der Zwischenkriegszeit zeitweise Principele Carol, namensgebend war hierbei Karl I. von Rumänien. In der sozialistischen Zeit hieß der Stadtbezirk dann in Anlehnung an den Kampftag der Arbeiterbewegung vorübergehend 1 Mai.
Die Bedeutung der Josefstadt wuchs mit der fortschreitenden Industrialisierung. Diese Entwicklung verdankte der Bezirk auch seiner günstigen Lage am schiffbaren Teil des Begakanals. Meilensteine dieser Entwicklung waren die 1848 fertiggestellte Tabakfabrik, der 1857 eröffnete Bahnhof Timișoara Nord (erweitert 1899, gehört heute zum benachbarten Stadtbezirk Mehala) und die Lampenölfabrik. Auch der städtische Hafen wurde in der Josefstadt angelegt. Gegen Ende des 19. Jahrhunderts waren die meisten Flächen bebaut, die Grenzen zum östlichen Nachbarbezirk Elisabethstadt waren städtebaulich kaum mehr wahrnehmbar.

## Gebäude und Strukturen
Iosefin erstreckt sich über beide Seiten des Begakanals. Viele Gebäude des Bezirks, besonders entlang der Bega, sind im Wiener Secessionsstil gehalten und stammen aus der Zeit um 1900. Am heutigen Bulevardul General Ion Dragalina, der einstigen „Herrengasse“, mussten zur kommunistischen Zeit einige der alten Gründerzeithäuser Plattenbauten weichen. Die wichtigsten Parks sind der Parc Alpinet und der Parc Doja. Im Gegensatz zu den meisten anderen Stadtbezirken Timișoara ist die historische Josefstadt administrativ nicht in weitere Stadtteile oder Wohnplätze unterteilt. Jedoch entstanden, überwiegend in den 1970er-Jahren, am südlichen Rand der Josefstadt zahlreiche Neubaugebiete mit eigenen Namen (jedoch ohne administrative Funktion). Sie heißen Cartier Dâmbovița, Calea Șagului Vest I, Calea Șagului Vest II und Zona Steaua.

### Sakralbauten
- die römisch-katholische Pfarrkirche Mariae Geburt, Biserica romano-catolică din Iosefin, 1774 im Barockstil erbaut, ist eines der ältesten Sakralbauten in Timisoara. In ihrem Kirchhof befindet sich eine Steinfigur des Heiligen Nepomuk von 1723.
- die römisch-katholische Klosterkirche Notre Dame „Geburt der seligen Jungfrau Maria“, Biserica Notre Dame aus dem späten 19. Jahrhundert, Kirche der Armen Schulschwestern Notre Dame
- die Synagoge in der Josefstadt, Sinagoga din Iosefin

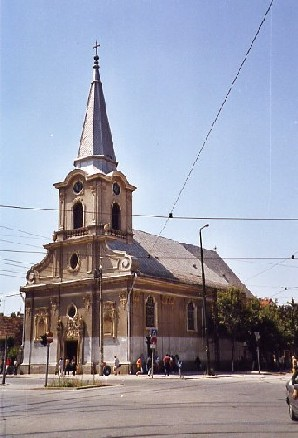
Die römisch-katholische Pfarrkirche Mariae Geburt, 2002
Die römisch-katholische Klosterkirche Notre Dame „Geburt der seligen Jungfrau Maria“, 1910
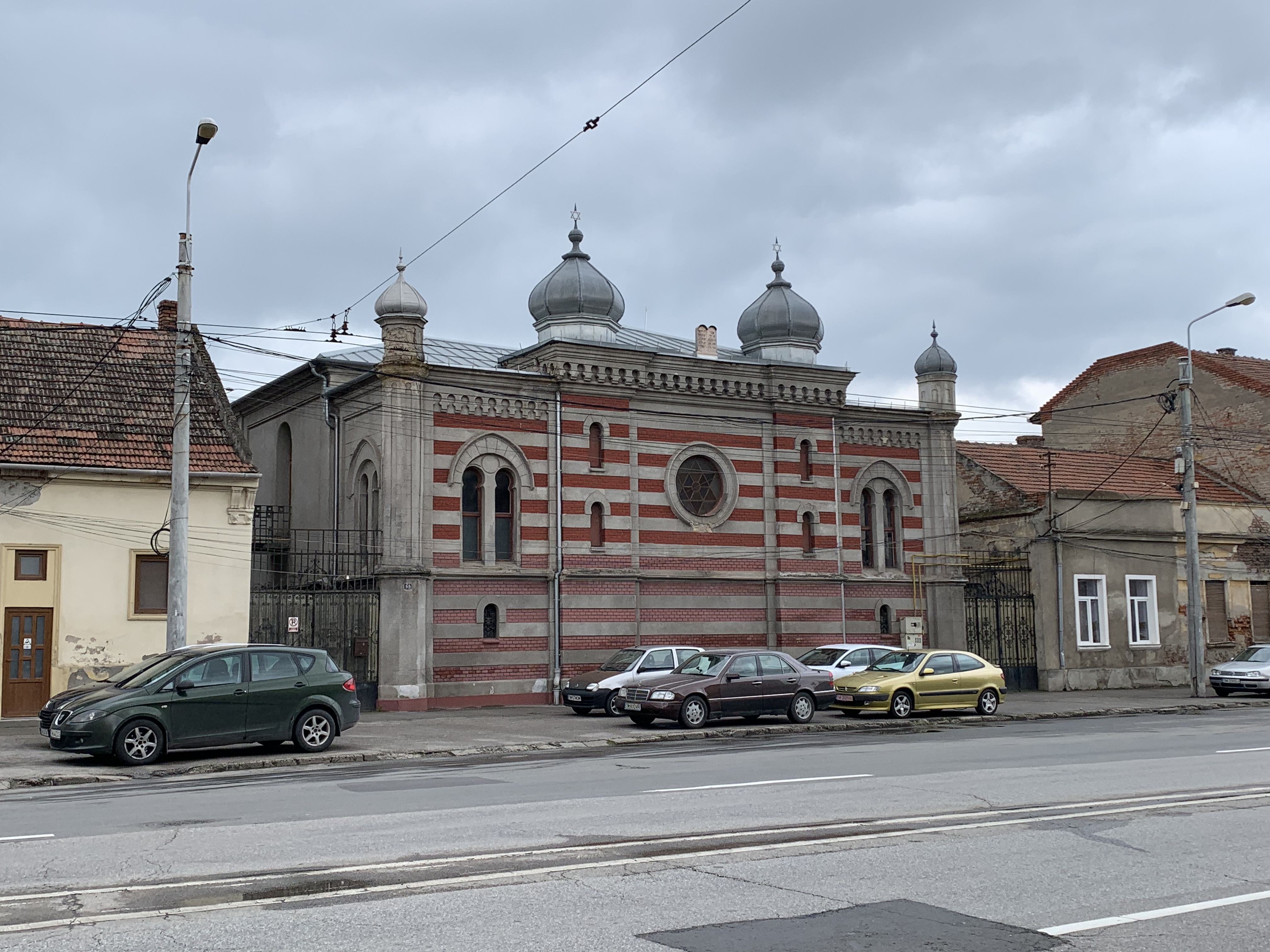
Die Synagoge in der Josefstadt, 2023

### Brücken
Sechs Brücken überqueren die Bega in Iosefin, sie sind:
|                                                        |                                                |
| - Podul Traian - Podul de Fier - Podul Ștefan cel Mare | - Podul Eroilor - Podul Muncii - Pasarela Gelu |

Podul Traian, 1906
Podul Ştefan cel Mare, um 1900
Podul Eroilor, damals Bem-híd, Blick flussaufwärts, um 1900

### Andere Gebäude
- Hutfabrik
- Tabakfabrik
- Wasserturm nahe der Podul Muncii, erbaut 1914
- Casa cu Ancoră (deutsch Haus des Ankers) wurde 1755 erbaut und war der Sitz des Hafenkommandanten.
- Palat pe splaiul Tudor Vladimiresc, das Verwaltungsgebäude der Regionala CFR
- Feuerwache, erbaut von László Székely

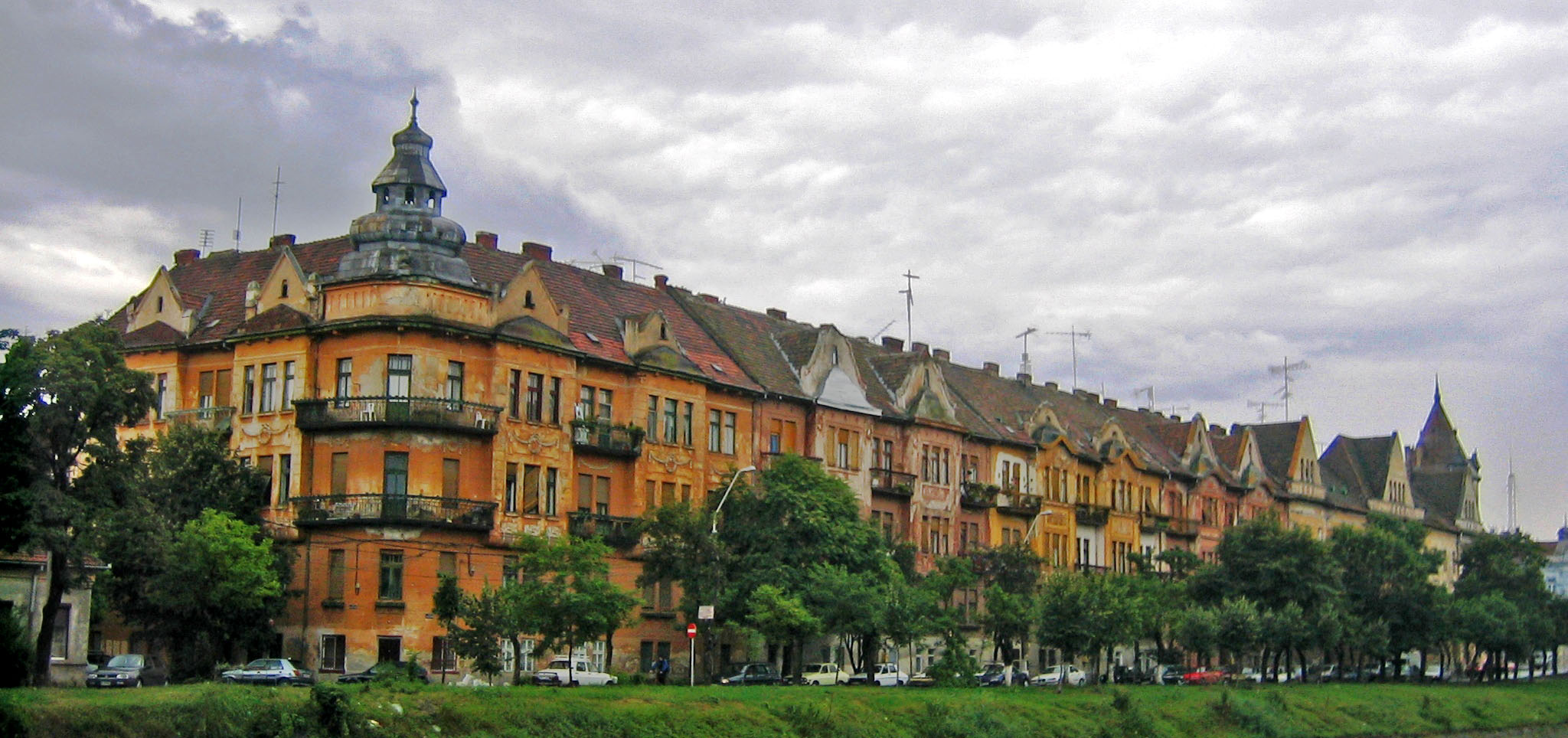
Gebäudezeile am linken Ufer der Bega
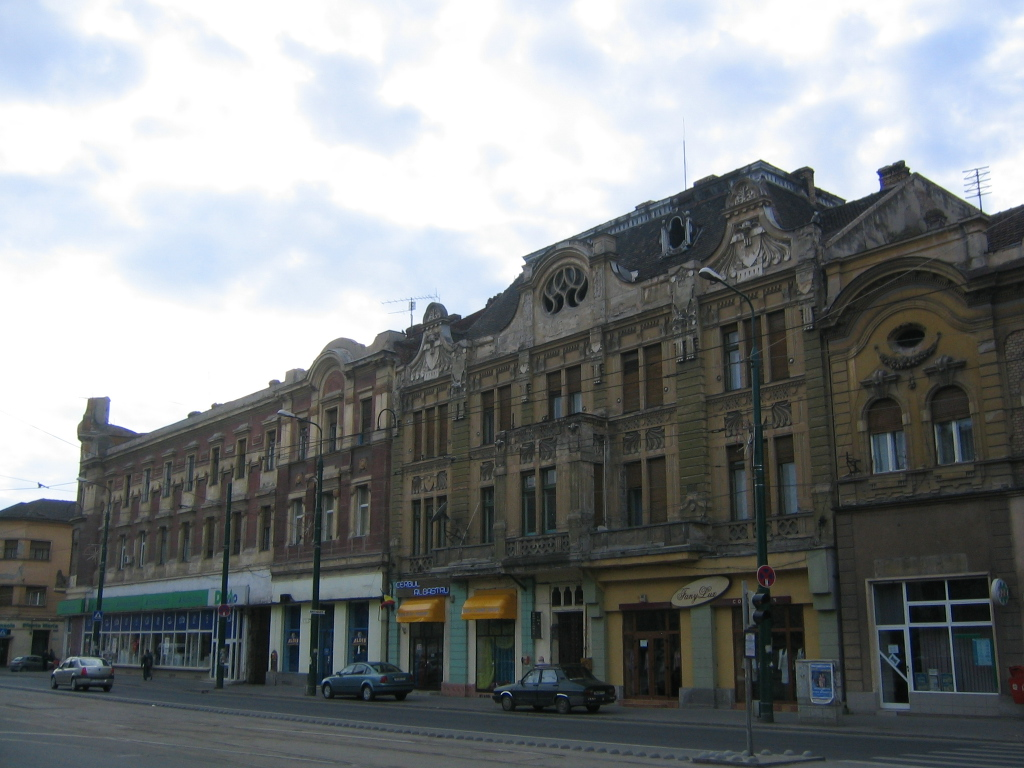
Bulevardul 16 Decembrie, 2008
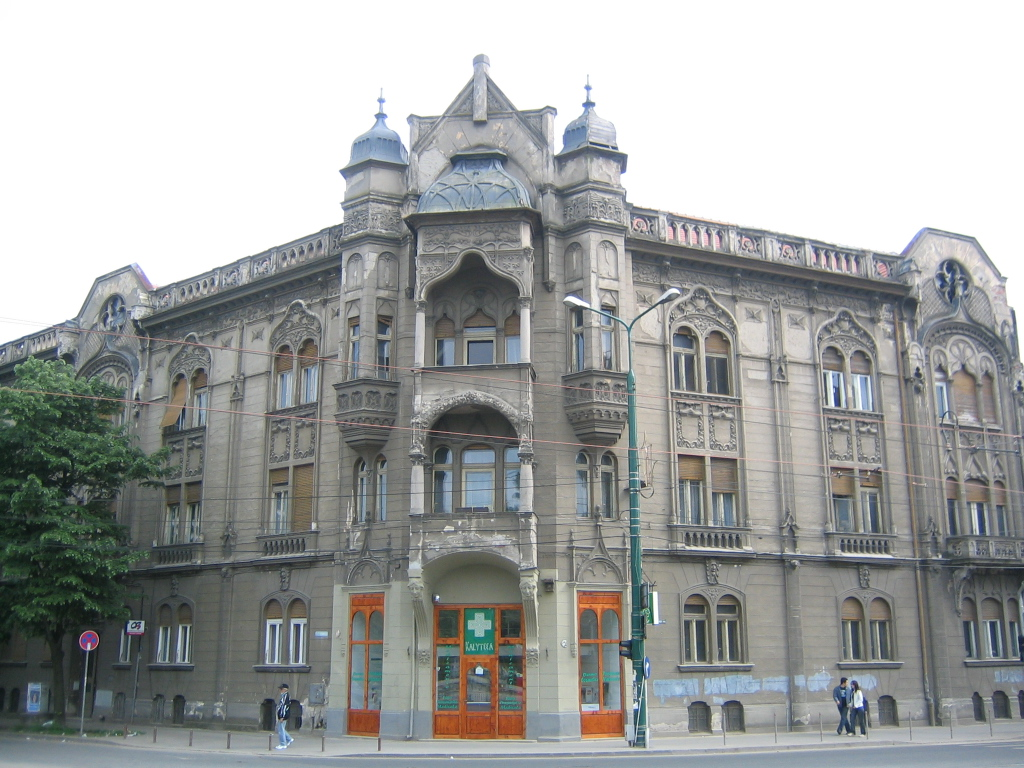
Palatul Marschall in Iosefin

## Verschiedenes
Iosefin bildet wegen des gleichen Hintergrundes zur Namensgebung mit den Bezirken Josefstadt in Wien und Józsefváros in Budapest den Bund der Josefstädte.